# Charles Bird King
Pour les articles homonymes, voir Charles Bird et Bird.
Charles Bird King (26 septembre 1785 à Newport, Rhode Island – 18 mars 1862 à Washington) est un artiste américain principalement connu pour ses portraits et en particulier pour ceux de délégués des premières nations américaines qui se rendaient à Washington. Il réalisait ces peintures sur commande du Bureau des affaires indiennes.

## Jeunesse et études
Charles Bird King, fils unique de Deborah Bird et d'un vétéran de la guerre d'indépendance américaine, le capitaine Zebulon King, naît à Newport. La famille voyage dans l'ouest, mais lorsque King est âgé de quatre ans, son père est tué par des Indiens près de Marietta. Avec sa mère, il rentre à Newport et vivent chez sa grand-mère maternelle.
À quinze ans, King se rend à New York pour étudier sous la direction du portraitiste Edward Savage. Puis à l'âge de vingt ans, il part à Londres, pour étudier à la Royal Academy, où il est l'élève du célèbre peintre Benjamin West.

## Carrière
King rentre aux États-Unis, après sept années passées à Londres, à cause de la guerre de 1812. Il travaille à Philadelphie, Baltimore et Richmond, avant de s'installer à Washington. Cette toute nouvelle cité en plein développement, offre alors un attrait économique certain. Dans la nouvelle capitale de la nation, l'artiste obtient une solide réputation en tant que portraitiste du monde politique et gagne suffisamment bien sa vie pour créer son propre studio et sa galerie.
Le succès économique de King dans le monde des arts, en particulier dans le domaine du portrait, est en grande partie dû à sa capacité à socialiser avec de riches célébrités et à entrer en relation avec les politiciens de l'époque : « Son zèle et ses habitudes simples lui permirent d'acquérir une bonne compétence et son caractère aimable et exemplaire lui valurent nombres d'amis. » Parmi ses clients on trouve John Quincy Adams, John Calhoun, Henry Clay, James Monroe et Daniel Webster. Sa popularité et son volume de commandes qui dépendent de sa présence dans la capitale, lui laissent peu de raisons ou de besoin de quitter Washington. Malgré sa fortune et sa position sociale, il ne se maria jamais et vécut à Washington jusqu'à sa mort le 18 mars 1862.
Le musée du Nouveau Monde de La Rochelle, compte parmi les œuvres de sa collection, des portraits d'Indien d'Amérique réalisés d'après l'artiste :
- Pee-che-Kir, a chippewa chief[4]
- Ap-Pa-Noo-Se Saukie Chief[5]
- Ka-Ta-Wa-Be-Da, a chippeway chief[6]
- Meta-Koosega, a Chippeway warrior[7]
- Portrait du chef Ioway Not-Chi-Mi-Ne[8]

## Quelques portraits

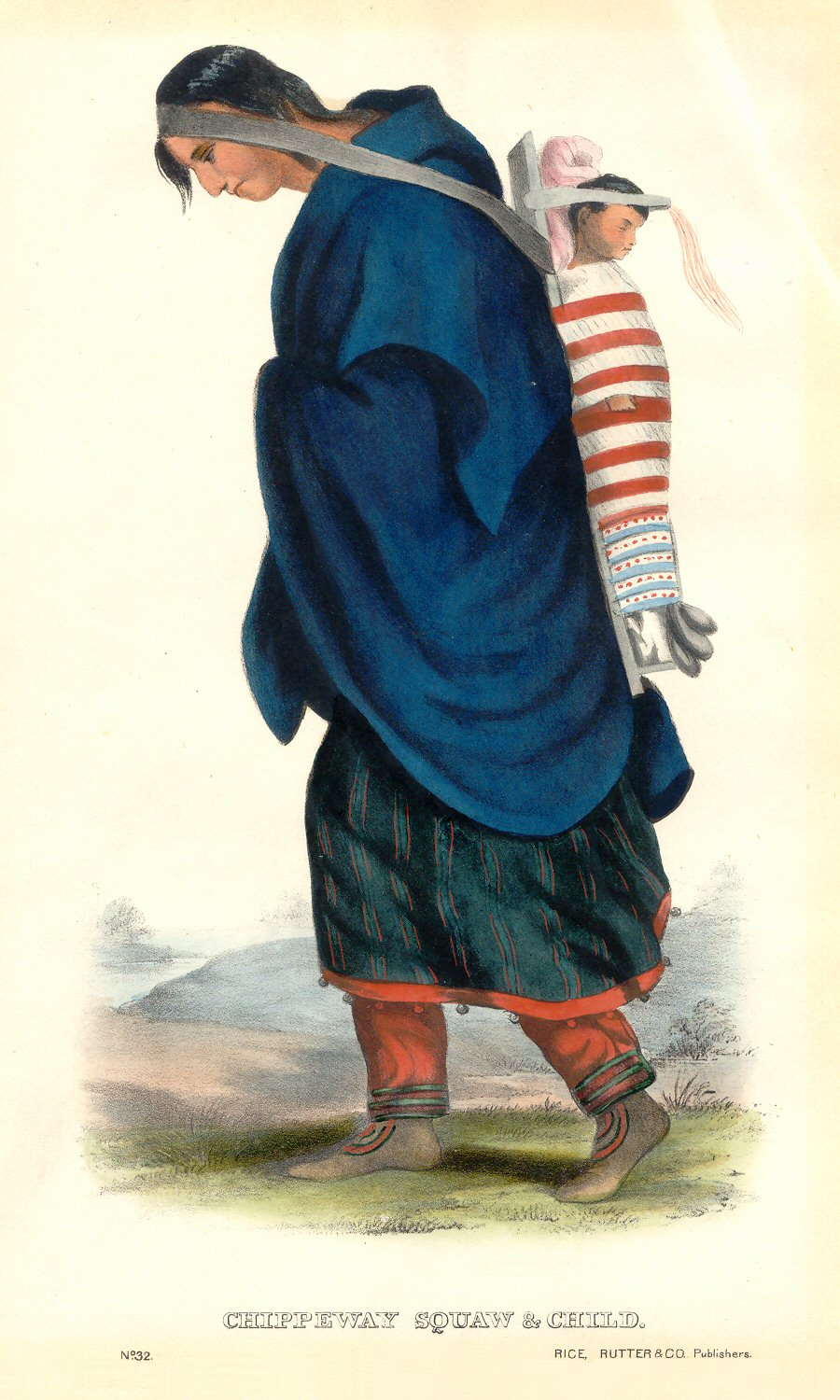
Femme ojibwée et son enfant
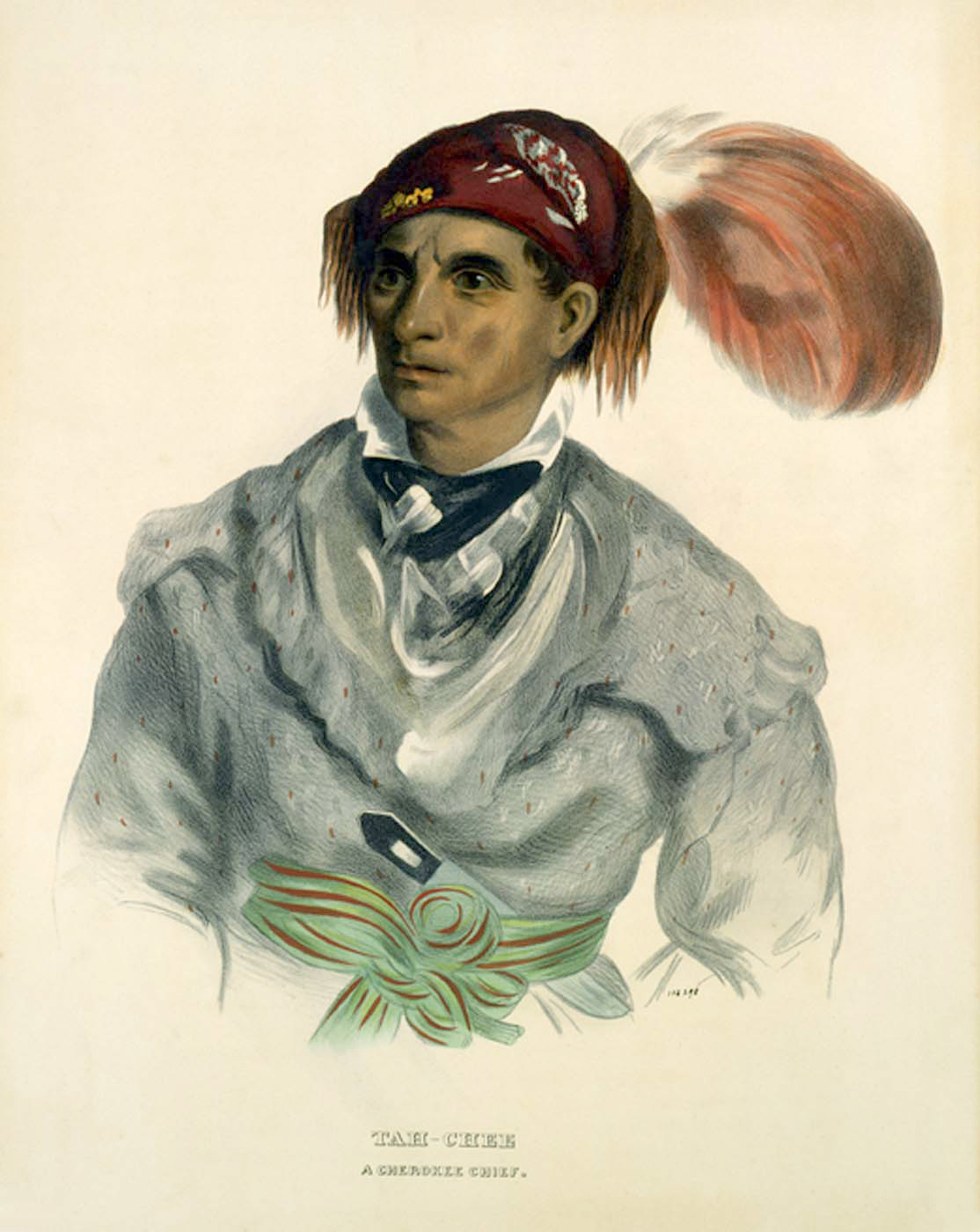
Tah-Chee, un chef cherokee
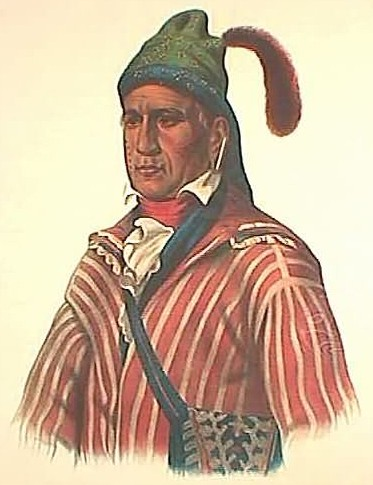
Menawa, un chef creek
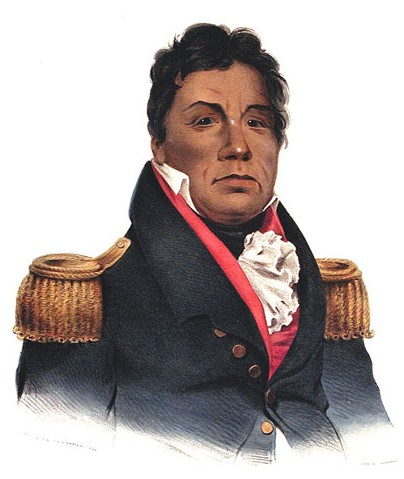
Pushmataha, un chef choctaw
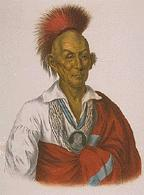
Black Hawk, un chef sauk
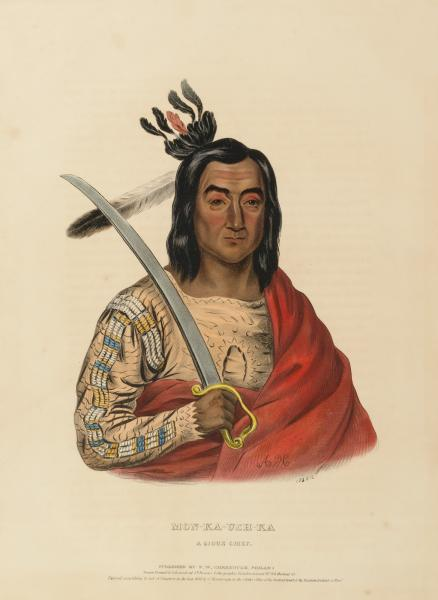
Monkaushka, un chef yankton